# Frieda Hughes
Pour les articles homonymes, voir Hughes.
Frieda Hughes, née le 1er avril 1960 à Londres, est une artiste d'origine britannique et de nationalité australienne, à la fois poète et peintre. Elle a publié plusieurs livres pour enfants, deux recueils de poésie et un roman.

## Biographie
Frieda Hughes est la fille du couple de poètes Sylvia Plath et Ted Hughes. Elle a à peine trois ans quand sa mère se suicide et elle doit apprendre à vivre avec ce lourd héritage. En conséquence, son travail reflète fréquemment le culte généré par la poésie de sa mère. 
Elle s'est ainsi servi de ses propres poèmes pour critiquer les cinéastes et les « bouffeurs de cacahuètes qui se distraient devant la mort de [sa] mère ». En 2003 notamment, elle a écrit un poème intitulé My Mother, dans lequel elle attaque un film produit par la BBC, accusant les cinéastes de chercher à faire de sa mère un produit commercial. Elle s'est donc toujours opposée à la mise en fiction de la vie de ses parents, refusant systématiquement de collaborer avec les cinéastes ou les biographes, et interdisant toute utilisation des poèmes de Sylvia Plath dans les films. Après la mort de son père, Ted Hughes, en 1998, elle s'est lancée dans une bataille juridique contre la deuxième épouse de ce dernier, Carol, en vue d'obtenir le contrôle de son héritage littéraire.
Partie vivre en Australie en 1988, elle a opté pour la nationalité australienne en 1992. Toutefois, depuis la mort de son père, elle vit à Londres avec son mari, le peintre d'origine hongroise Laszlo Lukacs.

## Œuvre
En tant que peintre, Frieda Hughes a effectué de très nombreuses expositions en Australie, aux États-Unis et au Royaume-Uni, où ses peintures à l'huile ont été récompensées par un prix de la Royal Academy de Londres. 
Elle est en outre illustratrice et autrice de littérature enfantine. Elle a été publiée dans des revues telles que The New Yorker, Paris Review et London Magazine. 
Ses œuvres constituent une exploration poétique des relations humaines et de la nature. Son premier recueil de poèmes, Wooroloo, a été publié en 1997 et le deuxième, Waxworks, a paru en 2003.

### Œuvres écrites
- The Thing in the Sink, 1992 Traduction française de Nathalie M.-C. Laverroux, La Chose du lavabo, Paris, Pocket, 1996.
- Wooroloo, 1997
- Stonepicker, 2001
- Waxworks, 2003
- Forty-Five, 2006

### En anglais
- Site officiel de Frieda Hughes
- Frieda Hughes sur le site Sylviaplath.de
- Frieda Hughes sur le site de Smith College
- Article sur le poème My Mother sur le site du Guardian
- Critique du poème Medusa de Frieda Hughes